# Glasco (Kansas)
Glasco é uma cidade localizada no estado estadunidense de Kansas, no Condado de Cloud.

## Demografia
Segundo o censo americano de 2000, a sua população era de 536 habitantes.
Em 2006, foi estimada uma população de 496, um decréscimo de 40 (-7.5%).

## Geografia
De acordo com o United States Census Bureau tem uma área de
0,8 km², dos quais 0,8 km² cobertos por terra e 0,0 km² cobertos por água. Glasco localiza-se a aproximadamente 399 m acima do nível do mar.

## Localidades na vizinhança
O diagrama seguinte representa as localidades num raio de 28 km ao redor de Glasco.